# CBA俱乐部杯
CBA俱乐部杯是由中国篮球协会、中篮联（北京）体育有限公司等单位所主办的跨年度主客场制篮球杯赛。该杯赛于2024年创立，借鉴了NBA盃的模式，分为两个阶段，小组赛及淘汰赛:小组赛阶段单循环，淘汰赛阶段单场淘汰决出冠军（均为赛会制比赛），成绩独立与CBA联赛，奖金超千万。创立本杯赛其目的增加CBA商业价值与培养年轻球员。

## 历史及现状
CBA杯于2024年举办首届杯赛，本杯赛一年一届，采用跨年制从而弥补了联赛空窗期阶段球员无球可打的空白。其成绩独立于CBA联赛单独统计。
24-25赛季采用赛会制比赛，分别在河北定州、山东烟台、广东惠州、山东青岛四个赛区进行。
2024年11月12日，CBA杯历史首场比赛在广东惠州打响，最终上海久事大鲨鱼88-84山西队拿下历史CBA杯首场胜利。

## 联赛规则
CBA杯的规则不同于CBA联赛，与FIBA规则大部分接轨：
- 比赛分为四节，每节10分钟，而非上下半场各24分钟或4节各12分钟。[4]
- 队员犯规5次将被罚出场，而非6次。